# Centro Social Deportivo Barber
Centro Social Deportivo Barber (C.S.D. Barber) is een voetbalclub uit Curaçao.
De club is opgericht in 1951 en speelt in de Sekshon Pagá, de hoogste voetbaldivisie op Curaçao. C.S.D. Barber is een van de meest succesvolle clubs van Curaçao.

## Erelijst
- Kopa Antiano: 8x
  - 2002, 2003, 2004, 2005, 2006, 2007, 2008, 2010
- Sekshon Pagá: 6x
  - 2002, 2003, 2004, 2005, 2007, 2014
- Sekshon Amatùr: 1x
  - 1995